# Juraj V. Drašković
Juraj V. Drašković (Petrinja, 4. kolovoza 1773. – dvorac Schrofen Kurzreichenbach kraj Kreuzlingena na Bodenskom jezeru, 4. srpnja 1849.), hrvatski plemić, grof i kulturni djelatnik.
Sin je grofa Ivana VIII. Draškovića i Eleonore Felicite Malatinski te brat narodnog preporoditelja Janka Draškovića. Vojnu službu je napustio 1795. godine radi lošeg zdravlja te se do 1830. godine bavio gospodarstvom na svojim posjedima u Banatu. Bio je protivnik apsolutističke politike Bečkog dvora pod vodstvom Metternicha, zbog čega je napustio zemlju i pod pseudonimom Đuro Farkaš putovao Francuskom, Njemačkom i Švicarskom, gdje je 1834. godine kupio dvorac Schrofen.
Bio je slobodni zidar te je održavao veze s mnogim intelektualcima svoga vremena. Objavljivao je pjesme, putopise, članke i pisma te priloge drugih autora u časopisu Freimüthige Gedanken. Godine 1843. pokušao se vratiti u domovinu, ali mu austrijsko zastupništvo u Bernu to nije odobrilo.

## Vanjske poveznice
- Juraj V. Drašković – Hrvatska enciklopedija
- Juraj V. Drašković – Hrvatski biografski leksikon